# ダニエル＝フランソワ＝エスプリ・オベール
ダニエル＝フランソワ＝エスプリ・オベール（Daniel-François-Esprit Auber 発音例, 1782年1月29日 - 1871年5月12日）は、フランスの作曲家。オペラの分野で活躍し、50あまりの作品を遺した。パリ国立高等音楽院校長(1842-1871)をつとめた。
日本語の読みは「オーベール」とも。

## 経歴
1782年、フランスのカーンに生まれる。祖父はルイ16世の画家だったが、フランス革命を機に一家はパリに移り、父親が印刷販売業を始め、成功した。オペラ・コミック座のバリトン歌手に音楽を学ぶ。父親の希望で1802年にロンドンのビジネス校に入学するも、アミアン講和条約破棄の影響で翌年帰国。ウジェーヌ・スクリーブに影響されて作曲を始め、1808年にパリ音楽院で披露したバイオリン曲がきっかけとなり、同校のケルビーニに師事。ベルギー貴族シメイ公の支援を受ける。
1842年、ケルビーニの後任として音楽・演劇学校(現・パリ国立高等音楽院)の院長に就任する。パリ・オペラ座ではワーグナーと人気を二分するとまで言われたが（ワーグナーの音楽が最初パリに紹介されたときは聴衆の拒否反応で大スキャンダルにあったのに対し、オベールは当時からパリのグランドオペラ・ファンに支持されていたため）、現在では彼の作品はほとんど忘れ去られ、数曲の序曲（特に最も成功したオペラ『フラ・ディアヴォロ』）がごくたまに抜粋で演奏されるか、埋もれた作曲家の作品として録音される程度である。現在オベールの墓はパリのペール・ラシェーズ墓地第4区にある。
オベールの名は、ガルニエ宮（オペラ座）の後方の通り（Rue Auber）、およびオペラ駅に地下で繋がるパリ高速地下鉄RERの主要連絡駅オベール駅の名となっており、そのおかげで現在もパリ市民の記憶にとどめられている。
1871年、死去。オベール亡き後のパリ音楽院院長の座にはフランシスコ・サルバドール・ダニエルが就いたが、就任11日で射殺された。

## 作品
- 歌劇「ポルティチの娘（マザニエッロ）」La Muette de Portici　台本はウジェーヌ・スクリーブ（5幕のグランド･オペラ、1828年初演）
- 歌劇「フラ・ディアヴォロ」Fra Diavolo, ou l’Hôtellerie de Terracine　台本はウジェーヌ・スクリーブ（1830年初演）**アリア「岩にもたれた」は「ディアボロの歌」として、浅草オペラなどで広く歌われた。
- 歌劇「媚薬（スペイン語版）」 Le philtre  台本はウジェーヌ・スクリーブ（2幕のオペラ、1831年）
- 歌劇「ギュスターヴ3世（英語版）」 Gustave III　 台本はウジェーヌ・スクリーブ（5幕のグランド･オペラ、1833年初演）
- 歌劇「青銅の馬（フランス語版）」Le Cheval de bronze　台本はウジェーヌ・スクリーブ（3幕のオペラ、1835年初演）
- 歌劇「黒いドミノ」Le Domino noir　台本はウジェーヌ・スクリーブ（3幕のオペラ・コミック、1837年初演）
- 歌劇「王冠のダイヤモンド（英語版）」Les diamants de la couronne　台本はウジェーヌ・スクリーブ（3幕のオペラ・コミック、1841年初演）
- 歌劇「悪魔の分け前（英語版）」La part du diable　台本はウジェーヌ・スクリーブ（3幕のオペラ・コミック、1843年初演）
- 歌劇「エイデ（フランス語版、英語版）」Haydée　台本はウジェーヌ・スクリーブ（3幕のオペラ・コミック、1847年初演）
- 歌劇「マノン・レスコー」Manon Lescaut　台本はウジェーヌ・スクリーブ（3幕のオペラ・コミック、1856年初演）